# Tirs (botànica)

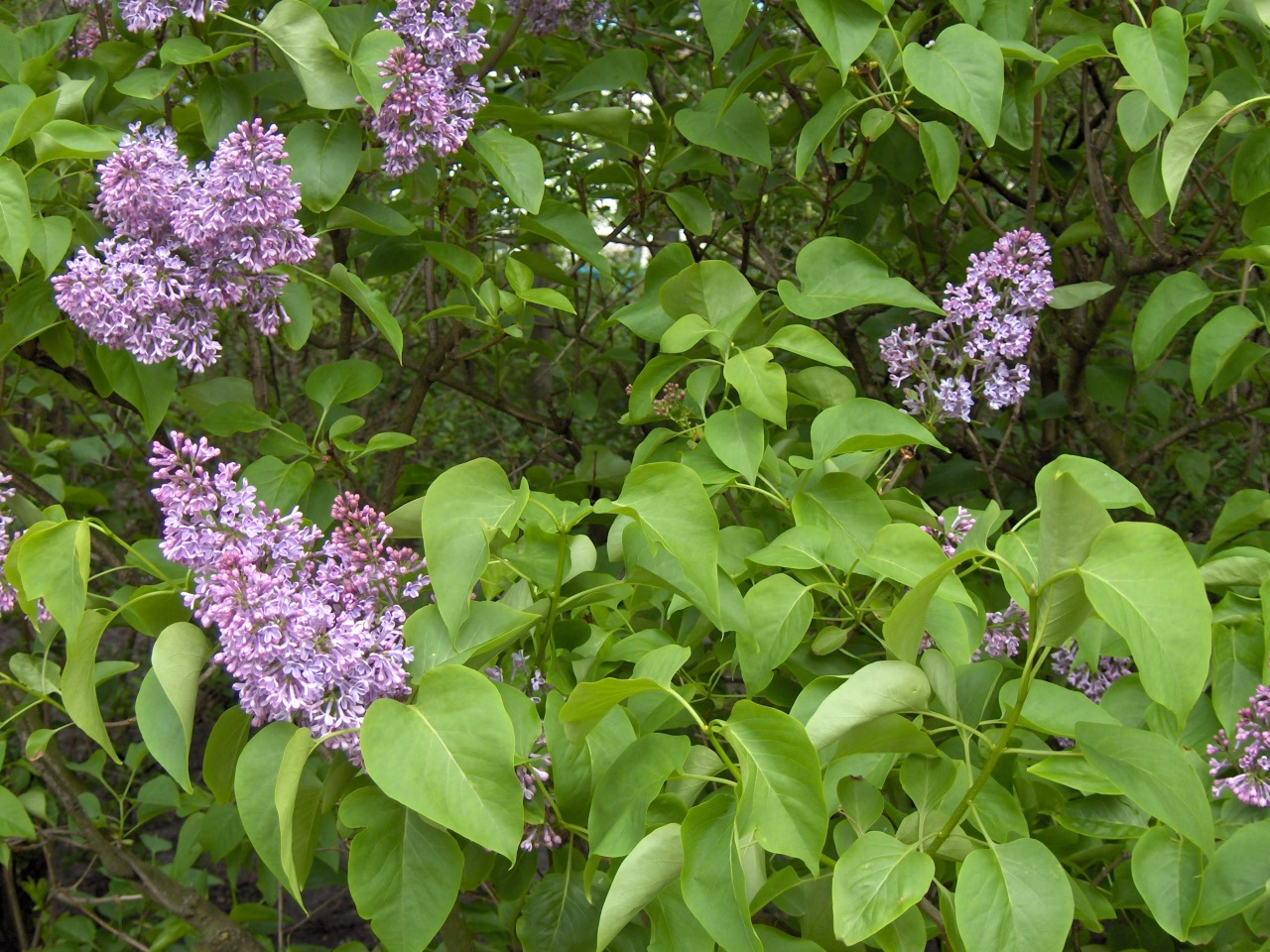
Tirs de Syringa vulgaris

En botànica, un tirs és una inflorescència composta, un raïm de cimes. El seu aspecte general és el d'un raïm. Està formada per una panícula amb les rames centrals més llargues que les inferiors i les superiors.